# Вой Банши
«Вой Банши» (англ. Scream of the Banshee) — фильм ужасов американского режиссёра Стивена Миллера 2011 года. Премьера картины состоялась в рамках After Dark Horrorfest. Слоган фильма «Она вернулась спустя тысячи лет».

## Сюжет
Лимерик, Ирландия, 1185 год. Отряд рыцарей, вооружённых освящённым оружием, уничтожает банши, атакующую криком. Её голова оказывается в ящике, орнаментированном священными символами, где и находится в течение 800 лет. По прошествии этого срока ящик непонятным образом попадает в американский университет, где несколько исследователей занимаются древними артефактами. Здесь оказывается древняя высушенная голова, которая неожиданно издаёт ужасающий крик, после чего исчезает.
Затем в университете происходит несколько смертей. Расследование ситуации приходит к выяснению того, что коробка обнаружена двадцать лет назад двумя исследователями — профессорами Бродериком Дунканом и Сэмуэлем Пейджем, которые занимались оккультными исследованиями. За сомнительность занятий Дункана отправили в отставку. Пейдж же спрятал артефакты в университете, при этом он не знал, что конкретно они из себя представляют. Исследователи понимают, что единственный человек, который что-то знает о ситуации — это Бродерик Дункан.
Безумный профессор отнюдь не горит желанием сотрудничать, однако исследователи вынуждают его рассказать то, что он знает о банши, которая и сама является в скором времени. И единственный способ для собравшихся остаться в живых — это засунуть голову монстра снова в освящённый ящик…

## В ролях
- Моника Акоста — детектив
- Эрик Ф. Адамс — Сэмуэль Пейдж
- Марселль Баэр — Шейла Уилан
- Эрик Браун — офицер Сиу
- Линн Кохрэн — Джейни
- Томас С. Дэниэл — рыцарь Дункан
- Кейси Эмас — школьница
- Тодд Хэберкорн — Отто
- Люси Хейл — Лорен Эббот
- Лэнс Хенриксен — Бродерик Дункан
- Гаррет Хайнс — Кёртис
- Лорен Холли — профессор Айла Уилан
- Кэйден Кесслер — Дженко Родригес
- Дон Линкольн — детектив
- Ким Ормистон — Банши